# Люце
Люце (нем. von Luce) — дворянский род.
По свидетельству Эзельской ландратской коллегии, «владелец имений Гогензейхен и Лахентах, на острове Эзеле, доктор медицины Иоганн-Вильгельм-Людвиг фон-Люце, принадлежавший, как видно из данной ему, 8 марта 1795 года, римским императором Францем II грамоты, к дворянству Священно-Римской империи, был принят, в декабре месяце 1795 года, в матрикулу Эзельского дворянства, в каковую внесен и внук его Михаил Фёдорович фон-Люце, родившийся 21 декабря 1843 года».
- Иоганн-Вильгельм-Людвиг фон Люце (25.08.1750-23.05.1842), доктор богословия и медицины; первая жена Иоганна-Луиза фон Фитингоф (11.10.1765-27.08.1788), вторая жена Августа-Кристина фон Адеркас (18.06.1772-31.10.1817)

- - Люце, Фёдор Иванович Старший (нем. Johann Friedrich Wilhelm von Luce; 16.08.1785-23.11.1866), инженер-генерал; комендант Гатчины.
    - Елизавета Федоровна (04.01.1811-?); муж Корженевский Александр Христофорович (1810-16.02.1862), почтмейстер Гатчины.
      - Корженевский Александр Александрович  (17.05.1853-1912), канцелярский чиновник МинФина; жена Корженевская (Куркина) Мария Алексеевна.
        - Корженевский Владимир Александрович (18.05.1875-?), податной инспектор; жена Корженевская (Пацинкер) Серафима Степановна (родилась около 1881).
        - Корженевский Виктор Александрович (19.01.1877-?), помощник присяжного поверенного).
        - Корженевский Леонид Александрович (26.08.1880-19.01.1966), служащий в редакции периодических изданий МинФин; жена Корженевская (Беккер) Вера Августовна (31.01.1879-03.02.1960), служащая в редакции периодических изданий МинФин.

    - Александр Федорович (30.06.1816-1898).
    - Анна Федоровна (16.09.1819—20.02.1862).
    - Константин Федорович (14.02.1822-29.04.1851), помощник эконома Гатчинского городского госпиталя.
    - Павел Фёдорович (16.07.1824-19.07.1874), генерал-лейтенант.
      - Люце (Лучов), Николай Павлович (02.07.1869-20.04.1934), генерал-майор, командир 14-й кавалерийской дивизии.

    - Михаил Федорович (08.04.1827-18.02.1847).

  - Юлиана-Фредерика фон Сасс (16.10.1786-умерла после 1824).
  - Карл-Фердинанд (14.08.1788-?).
  - Вильгельмина-Луиза (28.10.1794-09.01.1884).
  - Люце, Фёдор Иванович Младший (нем. Gotthard Friedrich von Luce; 04.09.1798-28.05.1881), генерал-лейтенант, инженер Лесного департамента; жена Лидия Константиновна Кириченко-Астромова (1819-1855).
    - Елизавета Федоровна (04.09.1840-?), баронесса.
    - Пётр Федорович (10.04.1842-?)
    - Люце, Михаил Фёдорович (1844-1918), действительный тайный советник, сенатор.
    - Люце, Алексей Фёдорович (30.01.1846-1915), генерал-лейтенант, командир роты кирасирского полка, начальник пехотного батальона.
    - Владимир Федорович (1848-1900), юрист; умер в Варшаве; жена оперная певица Софья Канарская.
      - Вера (1879—1977), ставшая женой Самуила Борисович Вермеля, оперная певица.
      - Люце, Владимир Владимирович
        - Люце, Владимир Владимирович (1903—?) — театральный режиссёр, актёр и сценограф.

    - Анна Федоровна (22.01.1851-?)

  - Каролина (10.03.1799-28.03.1805).
  - Августа-Шарлотта (15.05.1800-19.09.1881).
  - Эмилия-Розетта фон Брадке (03.02.1804-02.10.1851)[1], муж — Брадке, Егор Фёдорович
  - Анна-Елизавета (03.04.1805-05.12.1845).
  - Каролина-Антуанетта фон Сасс (06.08.1806-06.01.1886).
  - Эрнст-Эдуард (15.11.1807-31.01.1821)

## Описание герба
В лазоревом щите золотое с шестнадцатью лучами солнце с человеческим ликом, отражающееся в серебряной волнистой оконечности щита.
Над щитом дворянский коронованный шлем. Нашлемник — два орлиных крыла: правое золотое, левое — лазоревое. На крыльях по чёрной перевязи с золотыми раковинами на каждой. Намет лазоревый с золотом. Девиз «LUCE SUA LUCET» золотыми буквами на лазоревой ленте.